# Leimuiderbrug
Leimuiderbrug è un piccolo villaggio dei Paesi Bassi situato nell'Olanda settentrionale. Fa parte della municipalità di Haarlemmermeer e si trova a circa 11 km ad ovest rispetto Amsterdam.